# 4741 Лєсков
4741 Лєсков (4741 Leskov) — астероїд головного поясу, відкритий 10 листопада 1985 року.
Тіссеранів параметр щодо Юпітера — 3,163.